# Bernard Barnjak
Bernard Barnjak (Sarajevo, 1º maggio 1965) è un ex calciatore bosniaco, attaccante.